# Walter Moers
Walter Moers (24 mai 1957, Mönchengladbach, Allemagne) est un auteur de bande dessinée, illustrateur et auteur de fantasy, de livres pour enfants et de scénarios.

## Biographie
Selon ses propres dires, Moers a arrêté l'école prématurément,, et commencé par vivre de petits boulots,. Il commença un apprentissage commercial, mais sans aller jusqu'au bout. Parmi les petits boulots, il réalise ses premières commandes de dessins, comme des petites histoires du soir pour les « Sandmännchen ». Il a acquis ses compétences en dessin en autodidacte,.
Il donne peu d'interviews et se laisse rarement photographier, ce qui contribue à son image de marque et l'a peut-être protégé à la suite de nombreuses lettres de menaces de l'extrême droite, reçues après la publication de son œuvre Adolf, die Nazisau (littéralement : « Adolf, le porc nazi »),.

## Œuvre et style littéraire

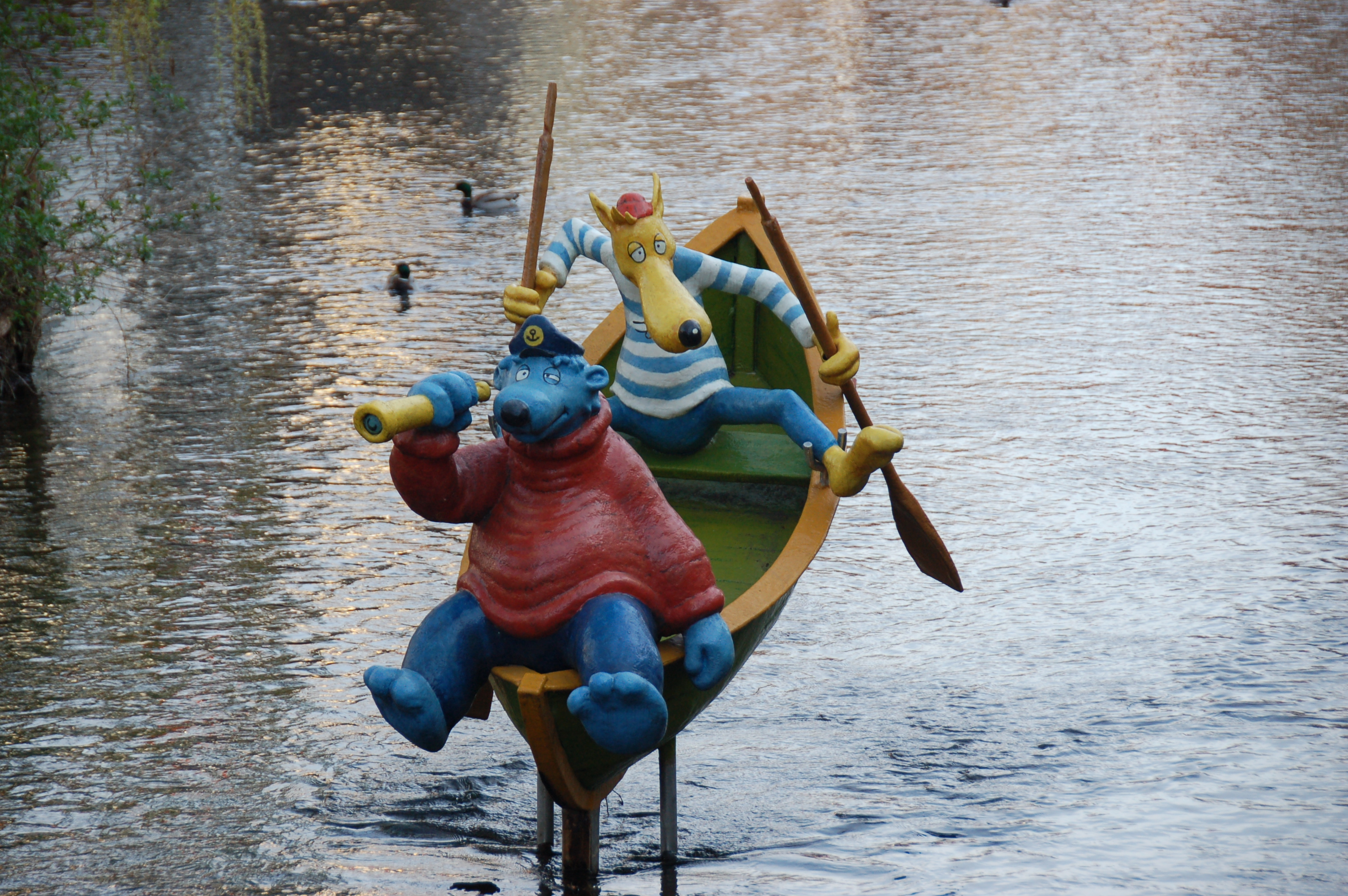
Œuvre représentant Käpt'n Blaubär en compagnie de son marin Hein Blöd sur la rivière Gera à Erfurt.

L'œuvre de Moers est difficilement classable selon les standards classiques. Ses romans constituent un jeu de réflexion ironique et littéraire, parsemés de références et de citations, en particulier sous forme d'anagrammes (Gottfried Keller devient ainsi  "Gofid Letterkerl" dans Ensel und Krete) et de jeux de mots. Il fait notamment plusieurs références ou parallèles à des auteurs tels que Melville, Poe, Verne, Dante, Grimmelshausen, Cervantes, ou Lovecraft.  Il emprunte ainsi des références aux contes des frères Grimm, à l'Odyssée, aux légendes de la table ronde, et plus largement aux récits bibliques et aux mythologies grecques et nordiques. 
Il a notamment inventé les personnages de Capitaine ours bleu (Käpt'n Blaubär) et de Lindwurm Hildegunst von Mythenmetz.

## Récompenses
- 1993 : Prix Max et Moritz du meilleur auteur germanophone de bande dessinée, pour l'ensemble de son œuvre
- 1993 : Prix Max et Moritz de la meilleure publication locale de bande dessinée pour Es is ein Arschloch, Marie!

## Publications
Walter Moers a écrit plusieurs œuvres, pour certaines traduites en français ; notamment :
- Les 13 Vies et demie du capitaine Ours bleu, tome I et II
- Le Petit Connard - 1992, Eichborn,  (ISBN 3-8218-2991-5)
- Le Petit Emmerdeur - 1995, Joker Editions,  (ISBN 2-87265-051-2)
- Le Retour du petit emmerdeur - 1996, Joker Editions,  (ISBN 2-87265-056-3)
- Le Petit Emmerdeur et le Vieux Con - 1998, Joker Editions,  (ISBN 2-87265-072-5)
- La Cité des livres qui rêvent
- Le Maître des Chrecques - 2008, Éditions du Panama  (ISBN 2-75570-324-5)

Pour les publications en langue allemande, citons :
- Adolf: Äch bin wieder da!!, 1998, Eichborn  (ISBN 978-3492243971)
- Es ist ein Arschloch, Maria! - 1999, Eichborn  (ISBN 978-3821829920)
- Ensel und Krete. Ein Marchen aus Zamonien von Hildegunst von Mythenmetz - 2017, Albrecht Knaus Verlag  (ISBN 978-3813508017)
- Rumo & Die Wunder im Dunkeln - 2020, Penguin Verlag   (ISBN 978-3328601906)

Une adaptation en clip de la BD Adolf: Äch bin wieder da!!:
- Adolf, die Nazisau, 2006

### Vidéographie
- (de) [vidéo] « Auf der Suche nach dem Phantom: Walter Moers, reportage de la NDR, 4 min 58 s, 2011 », sur YouTube